# 581. pr. Kr.
◄ | 7. stoljeće pr. Kr. | 6. stoljeće pr. Kr. | 5. stoljeće pr. Kr. | ►
◄ | 610-ih pr. Kr. | 600-ih pr. Kr. | 590-ih pr. Kr. | 580-ih pr. Kr. | 570-ih pr. Kr. | 560-ih pr. Kr. | 550-ih pr. Kr. | ►
◄◄ | ◄ | 584. pr. Kr. | 583. pr. Kr. | 582. pr. Kr. | 581 pr. Kr. | 580. pr. Kr. | 579. pr. Kr. | 578. pr. Kr. | ► | ►►
Astronomija

## Događaji
- Konvencijski se uzima da je 23. veljače cara Suizei došao na japansko prijestolje.